# Џанго Ренарт
Жан-Батист Ренарт, звани Џанго (фр. Jean "Django" Reinhardt; Либершије, 23. јануар 1910 — Фонтенбло, 16. мај 1953) је био француски гитариста и композитор џез музике. Пореклом Ром, основао је 1934. квинтет Hot Club de France са виолинистом Стефаном Грапелијем.
Остао је велики узор за све гитаристе упркос томе што није имао музичко образовање и што су му два прста леве шаке била повређена. Измислио је нови начин свирања, акорде за које су потребна само три прста тако да је свирао је користећи само три прста леве руке.